# Liste der Bodendenkmäler in Grabenstätt
Auf dieser Seite sind die Bodendenkmäler in der oberbayerischen Gemeinde Grabenstätt zusammengestellt. Diese Tabelle ist eine Teilliste der Liste der Bodendenkmäler in Bayern. Grundlage ist die Bayerische Denkmalliste, die auf Basis des Bayerischen Denkmalschutzgesetzes vom 1. Oktober 1973 erstmals erstellt wurde und seither durch das Bayerische Landesamt für Denkmalpflege geführt wird. Die folgenden Angaben ersetzen nicht die rechtsverbindliche Auskunft der Denkmalschutzbehörde.

## Bodendenkmäler in Grabenstätt
| Lage                                                | Objekt | Akten-Nr.     | Bild                                                      |
| --------------------------------------------------- | --- | ------------- | --------------------------------------------------------- |
| Tüttenseestraße 1 (Standort)                        | Untertägige mittelalterliche und frühneuzeitliche Befunde im Bereich der katholischen Pfarrkirche St. Maximilian in Grabenstätt und ihrer Vorgängerbauten.           | D-1-8141-0029 | weitere Bilder                                            |
| (Standort)                                          | Wasserburgstall des späten Mittelalters und der frühen Neuzeit (Turmhügel Winkl).                                                                                    | D-1-8141-0044 |                                                           |
| (Standort)                                          | Bohlenweg vor- und frühgeschichtlicher Zeitstellung. | D-1-8141-0035 |                                                           |
| (Standort)                                          | Abschnittsbefestigung des frühen Mittelalters. | D-1-8141-0037 |                                                           |
| (Standort)                                          | Körpergräber des frühen Mittelalters. | D-1-8141-0041 |                                                           |
| (Standort)                                          | Siedlung mit Hofgrablegen des frühen Mittelalters. | D-1-8141-0045 |                                                           |
| (Standort)                                          | Grabhügel mit Bestattungen der Hallstattzeit. | D-1-8141-0055 |                                                           |
| (Standort)                                          | Straße der römischen Kaiserzeit (Teilstück der Trasse Augsburg–Salzburg).                                                                                            | D-1-8141-0083 |                                                           |
| (Standort)                                          | Burgstall des späten Mittelalters und der frühen Neuzeit (Sitz Marwang).                                                                                             | D-1-8141-0110 |                                                           |
| Gemarkung Erlstätt (Standort)                       | Villa rustica der römischen Kaiserzeit. | D-1-8141-0174 |                                                           |
| Hauptstraße 6 (Standort)                            | Untertägige mittelalterliche und frühneuzeitliche Befunde im Bereich der katholischen Filialkirche St. Johannes in Grabenstätt und ihrer Vorgängerbauten.            | D-1-8141-0224 | weitere Bilder                                            |
| Schloßstraße 15; Schloßstraße 17 (Standort)         | Untertägige mittelalterliche und frühneuzeitliche Befunde im Bereich von Schloss Grabenstätt und seiner Vorgängerbauten mit ehemaligem Wirtschaftshof.               | D-1-8141-0225 | Untertägige mittelalterliche und frühneuzeitliche Befunde |
| Bergener Straße 4; Traunsteiner Straße 3 (Standort) | Untertägige mittelalterliche und frühneuzeitliche Befunde im Bereich der katholischen Pfarrkirche St. Peter und Paul im Thale in Erlstätt und ihrer Vorgängerbauten. | D-1-8141-0228 | weitere Bilder                                            |
| Daxbinderweg 3 (Standort)                           | Untertägige frühneuzeitliche Befunde im Bereich der katholischen Lorettokapelle (ehemalige Schlosskapelle) in Marwang.                                               | D-1-8141-0233 |                                                           |
| (Standort)                                          | Untertägige frühneuzeitliche Befunde im Bereich von Schloss Winkl bei Grabenstätt und seines Vorgängerbaus.                                                          | D-1-8141-0239 |                                                           |
| (Standort)                                          | Grabhügel vorgeschichtlicher Zeitstellung. | D-1-8141-0241 |                                                           |
| (Standort)                                          | Verebnete Grabhügel vorgeschichtlicher Zeitstellung. | D-1-8141-0272 |                                                           |